# Dacrydium suprinii
Dacrydium suprinii là một loài thực vật hạt trần trong họ Thông tre. Loài này được Nimsch mô tả khoa học đầu tiên năm 2007.